# Lomographa pallidida
Lomographa pallidida är en fjärilsart som beskrevs av Matsumura 1931. Lomographa pallidida ingår i släktet Lomographa och familjen mätare. Inga underarter finns listade i Catalogue of Life.